# Trachypithecus auratus
Il presbite di Giava (Trachypithecus auratus É. Geoffroy, 1812) noto anche come presbite color ebano, langur di Giava o budeng, è una scimmia del Vecchio Mondo appartenente alla sottofamiglia dei Colobini. Vive solamente sull'isola di Giava e su alcune isole indonesiane circostanti.  Va ricordato che con il nome comune presbite dorato viene indicata una specie diversa (Trachypithecus geei).

## Descrizione
Generalmente è di colore nero lucido, con le zampe, i fianchi e le «basette» brunastri. Il termine latino auratus che compare nel suo nome scientifico significa «dorato», e si riferisce ad alcuni rari esemplari dalla colorazione insolita.

Come in tutti i presbiti, la coda di questa specie è molto lunga: può raggiungere gli 87 cm di lunghezza, mentre il corpo è di soli 55 cm. Le due sottospecie di questo presbite sono abbastanza simili nell'aspetto, ma sono separate geograficamente; sia i maschi che le femmine sono di colore nero lucido, nonostante queste ultime abbiano una chiazza di pelo bianco giallastro sulla regione pubica. I piccoli di entrambe le sottospecie sono di colore arancio. La sottospecie nominale, Trachypithecus auratus auratus, include inoltre una rara razza che da adulta non perde la colorazione giovanile: il suo mantello si fa più scuro molto lentamente ed ha i fianchi, gli arti e la zona intorno alle orecchie di colore giallo, anche se il dorso è nero.

## Habitat
Il presbite di Giava vive nelle aree interne e periferiche delle foreste pluviali.

## Alimentazione
Questo primate è un animale diurno e arboricolo. La sua dieta è prevalentemente erbivora, dal momento che si nutre di foglie, frutta, fiori e boccioli, nonostante mangi anche larve d'insetti. Come altri Colobini, ha evoluto uno stomaco specializzato in grado di digerire più efficacemente la materia vegetale. Ha inoltre ghiandole salivari più grandi che gli permettono di sminuzzare meglio il cibo.

## Comportamento
Come altri presbiti, anche quello di Giava è un animale sociale; vive in gruppi di circa sette esemplari, guidati da uno o due maschi adulti. Sebbene si prendano cura dei figli delle altre come del proprio piccolo, le femmine adulte sono molto aggressive nei confronti di quelle di altri gruppi. La colorazione brillante dei piccoli potrebbe avvertire le femmine della loro presenza e garantire loro di essere individuati e protetti. In questa specie non vi è una stagione degli amori ben definita e le femmine danno alla luce un solo piccolo per volta.

## Sottospecie
Se ne riconoscono due sottospecie:
- Presbite color ebano splendente o presbite di Giava orientale, Trachypithecus auratus auratus
- Presbite di Giava occidentale, Trachypithecus auratus mauritius

## Conservazione
La lista rossa dell'IUCN classifica questa specie come vulnerabile.

## Galleria d'immagini

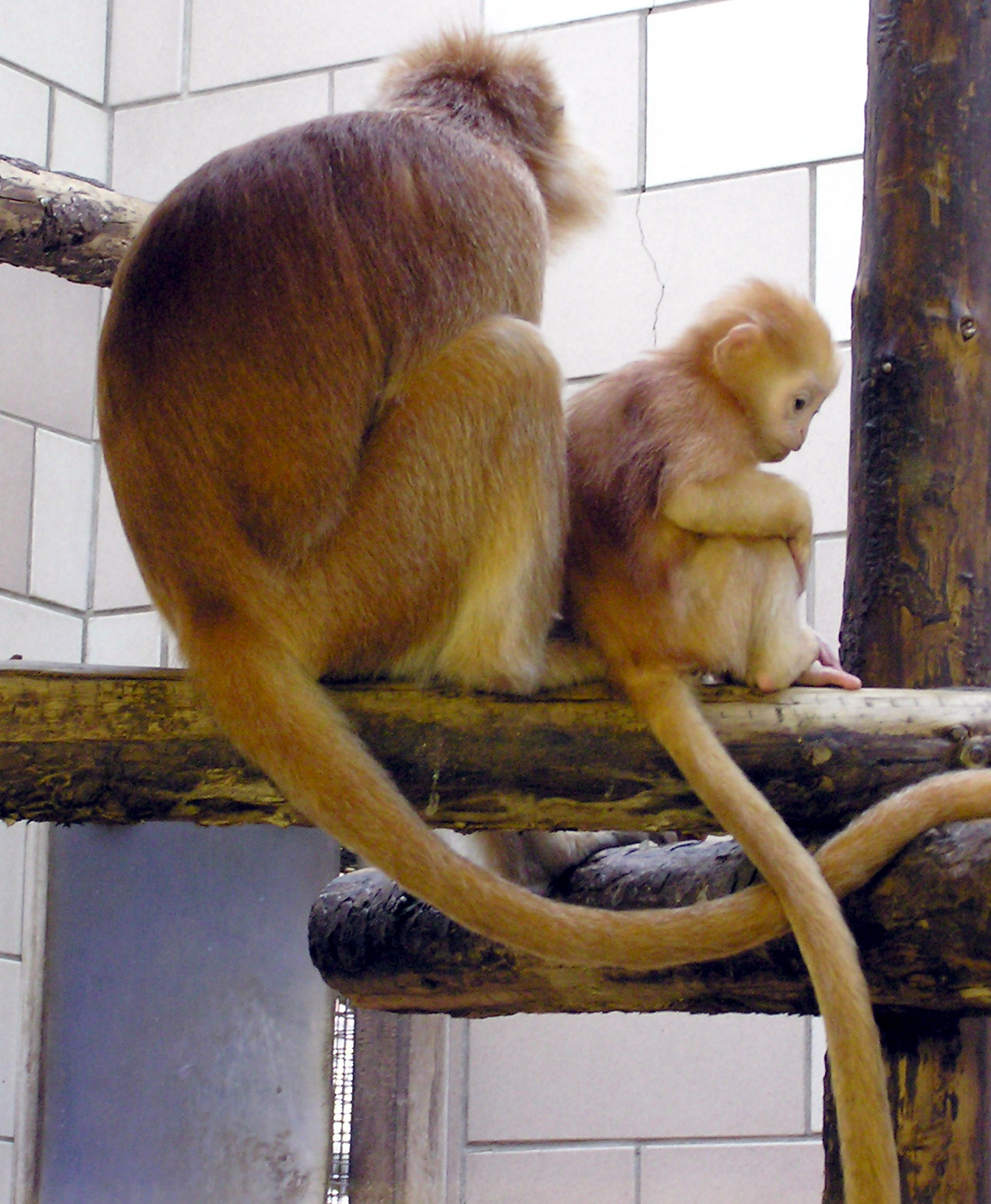
Presbite di Giava, Trachypithecus auratus auratus (versione chiara), in uno zoo inglese.
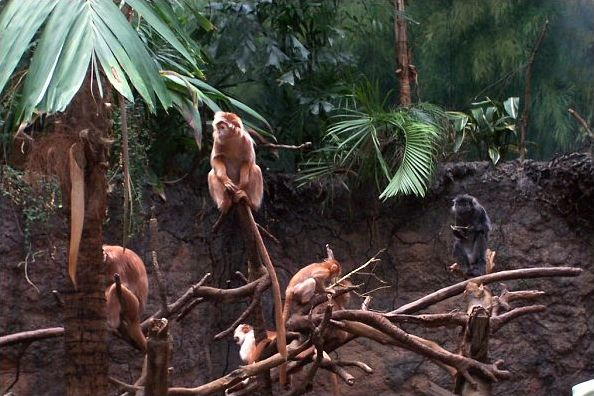
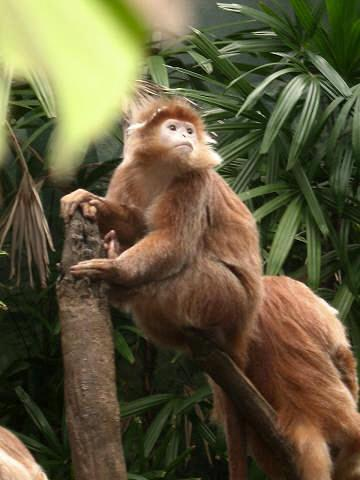
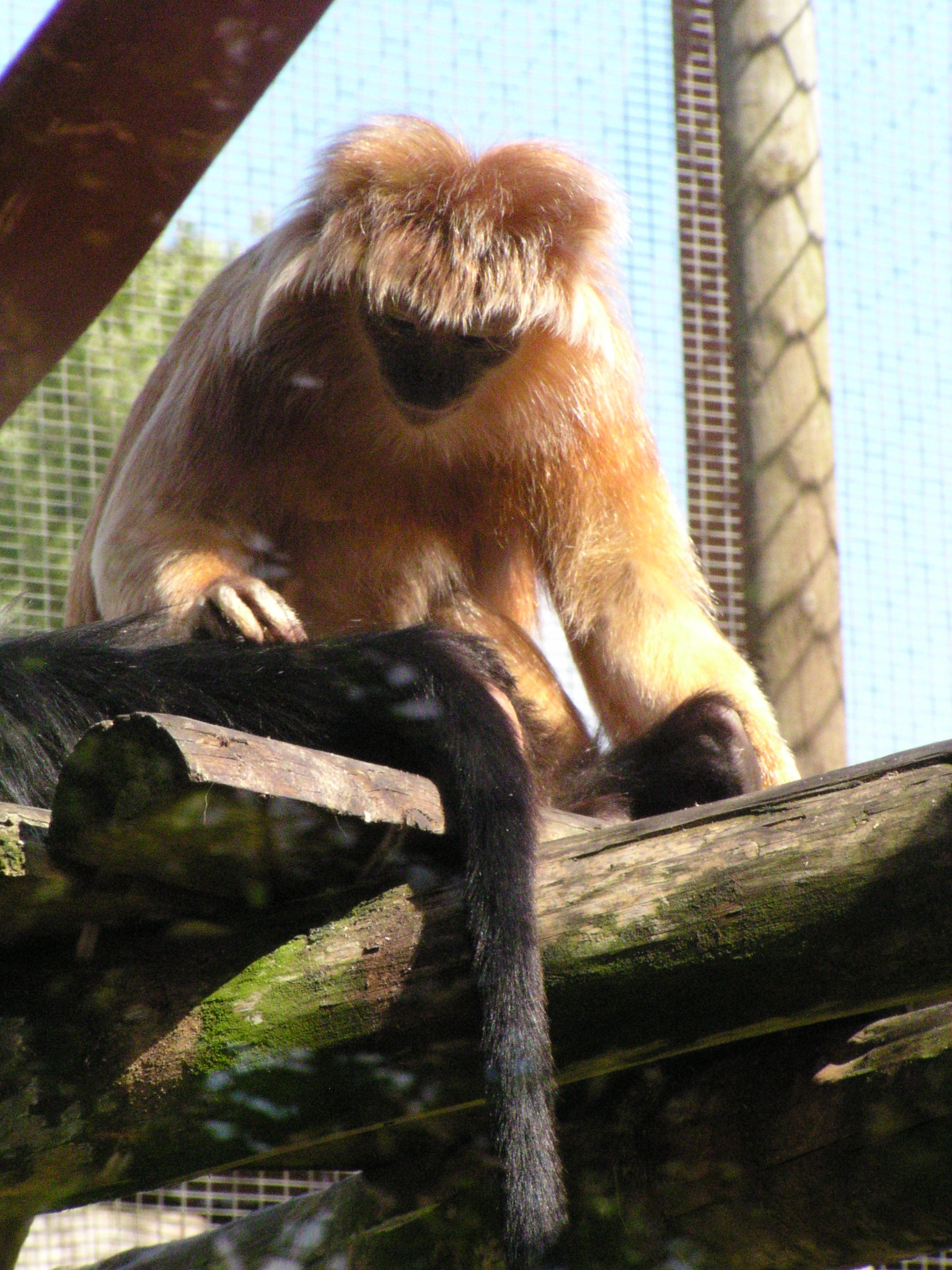
Presbite di Giava, Trachypithecus auratus auratus (versione chiara), nello Zoo di Twycross, agosto 2006.